# Phlebopenes autazensis
Phlebopenes autazensis är en stekelart som beskrevs av Per Abraham Roman 1920. Phlebopenes autazensis ingår i släktet Phlebopenes och familjen hoppglanssteklar. Inga underarter finns listade i Catalogue of Life.